# Titus Pomponius Atticus
Titus Pomponius Atticus (110/109 î.Hr. – 32 î.Hr.). Un roman ce a aparținut clasei ecvestre și susținător al scrisorilor, Atticus este considerat cel mai apropiat prieten al oratorului și filozofului Marcus Tullius Cicero. Lui i-a fost dedicat tratatul asupra prieteniei, De Amicitia, iar corespondența acestora este păstrată în cele 16 cărți ale Epistualae ad Atticum care au fost adunate de fostul sclav și secretarul personal al acestuia, Marcus Tullius Tiro. A fost cunoscut pentru gustul său elegant și pentru gândirea sa fără cusur.
Descendent al unei familii de grad ecvestru, Pomponius a fost născut și crescut la Roma. În tinerețe, a fost educat împreună cu Cicero, Lucius Torquatus și tânărul Marius, „cu care dintre toți a devenit așa de apropiat încât nimeni nu îi era mai drag pe întreaga perioadă a vieții sale” [Nepos]. Este spus că era un student excelent, iar în 85 î.Hr. Pomponius a călătorit la Atena, unde s-a cufundat în literatură și filozofie. A iubit Atena și cultura acesteia încât a primit porecla „Atticus”, sau „Om al Atticii”, la care se face aluzie în a 5-a carte a lui Cicero De Finibus (secțiunea 4).
Averea lui Atticus a crescut prin moșteniri și prin priceperea sa în afaceri imobiliare. Folosindu-și averea pentru a-și susține dragostea pentru scrisori, a menținut un grup de sclavi antrenați în funcția de copiatori și legători de cărți, și a publicat, printre alte lucruri, operele prietenului său Cicero. În ceea ce privește lucrările literare ale lui Atticus, se spune că acesta a scris o singură carte (în greacă) despre perioada lui Cicero în postul de consul și, de asemenea, un număr mic de poezii. Nici unele dintre aceste scrieri nu au supraviețuit.
În anul 65 î.Hr., Atticus s-a întors la Roma. Pentru a se menține la plăcerile sale epicureice, acesta a stat departe de politică atât de mult cât putea, în afară de perioada când i-a dat o mână de ajutor lui Cicero în timpuri primejdioase - ca de exemplu, când Cicero a fost forțat să fugă din țară în 49 î.Hr., Atticus i-a făcut un dar de 250.000 de sesterce. Toate la un loc, activitatea sa politică a fost minimă, deși știm că, la fel ca și Cicero, acesta aparținea optimaților și avea în general perspective conservative.
După moartea unchiului său, Atticus a devenit fiul adoptiv al acestuia și și-a asumat numele de Titus Servilius Pomponianus. În anii săi mai târzii, acesta s-a căsătorit cu o stră-strănepoată a triumvirului Crassus. Aceasta i-a născut un fiu care purta același nume (puține date sunt cunsocute despre acesta), precum și o fiică, Caecilia Attica, care a devenit prima soție a lui Marcus Vipsanius Agrippa.
Atticus și-a trăit restul zilelor la Roma, unde a murit din cauze naturale în anul 32 î.Hr.
1. ↑  T. Pomponius (102) Atticus, Digital Prosopography of the Roman Republic, accesat în 29 iunie 2021
2. 1 2 3  Encyclopædia Britannica Online
3. 1 2  CERL Thesaurus
4. ↑  T. Pomponius (102) Atticus, Digital Prosopography of the Roman Republic, accesat în 17 iunie 2021
5. 1 2  Autoritatea BnF, accesat în 10 octombrie 2015
6. 1 2 3 4   http://www.strachan.dk/family/pomponius.htm Lipsește sau este vid: |title= (ajutor)
7. 1 2 3 4 5  T. Pomponius (102) Atticus, Digital Prosopography of the Roman Republic, accesat în 10 iunie 2021
8. 1 2 3 4 5  Digital Prosopography of the Roman Republic, accesat în 10 iunie 2021